# Беспокойные соседи
«Беспокойные соседи» (англ. Neighbors) — комедийный художественный фильм 1981 года режиссёра Джона Эвилдсена, экранизация произведения Томаса Бергера.

## Сюжет
Женатый мужчина живёт в спокойном пригороде тихой мирной жизнью. Всё бы ничего, но в заброшенный дом, расположенный по соседству, приезжает молодая супружеская пара. И это не тихая семья, которая могла бы жить в таком славном уютном пригородном районе, а какая то неспокойная. Происходят различные невероятные события, и герой задумывается с такой жизнью с новыми соседями и о возможном переезде.

## Съёмочная группа
- Режиссёр: Джон Эвилдсен
- Сценарий: Ларри Гелбарт
- Продюсеры: Дэвид Браун, Ричард Д. Занук
- Оператор: Джералд Хершфилд
- Художник: Питер Ларкин
- Композитор: Билл Конти
- Монтаж: Джейн Керсон, Джон Дж. Эвилдсен

## В ролях
- Дэн Эйкройд
- Кэти Мориарти
- Джон Белуши
- Кэтрин Уокер